# Джонсонвилл (тауншип, Миннесота)
Джонсонвилл (англ. Johnsonville) — тауншип в округе Редвуд, Миннесота, США. На 2000 год его население составило 166 человек.

## География
По данным Бюро переписи населения США площадь тауншипа составляет 94,7 км², из которых 94,6 км² занимает суша, а 0,1 км² — вода (0,14 %).

## Демография
По данным переписи населения 2000 года здесь находились 166 человек, 58 домохозяйств и 49 семей. Плотность населения —  1,8 чел./км². На территории тауншипа расположено 66 построек со средней плотностью 0,7 построек на один квадратный километр. Расовый состав населения: 98,80 % белых, 0,60 % азиатов и 0,60 % приходится на две или более других рас.
Из 58 домохозяйств в 37,9 % воспитывались дети до 18 лет, в 82,8 % проживали супружеские пары и в 13,8 % домохозяйств проживали несемейные люди. 10,3 % домохозяйств состояли из одного человека, при том 1,7 % из — одиноких пожилых людей старше 65 лет. Средний размер домохозяйства — 2,86, а семьи — 3,12 человека.
29,5 % населения — младше 18 лет, 6,0 % — в возрасте от 18 до 24 лет, 27,7 % — от 25 до 44, 22,3 % — от 45 до 64, и 14,5 % — старше 65 лет. Средний возраст — 34 года. На каждые 100 женщин приходилось 97,6 мужчин. На каждые 100 женщин старше 18 приходилось 101,7 мужчин.
Средний годовой доход домохозяйства составлял 44 167 долларов, а средний годовой доход семьи —  48 438 долларов. Средний доход мужчин —  23 333  доллара, в то время как у женщин — 19 688. Доход на душу населения составил 16 611 долларов. За чертой бедности находились 6,7 % семей и 4,9 % всего населения тауншипа, из которых 23,8 % старше 65 лет.